# M82 X-2
M82 X-2 (również CXOU J095550.9+694044 lub X42.3+59) – nietypowy pulsar położony w galaktyce M82. Jasność pulsara będącego także ultraintensywnym źródłem rentgenowskim (ULX) znacznie przekracza teoretycznie możliwą dla takiego obiektu – jasność Eddingtona. Jest to pierwszy i jak na dotychczas (2014) jedyny odkryty ULX będący także pulsarem.

## Nazwa
Pierwszy człon oznaczenia „M82” pochodzi od oznaczenia galaktyki, w której obiekt został odkryty. Druga część oznaczenia, „X-2”, oznacza, że jest to drugie źródło rentgenowskie odkryte w tej galaktyce.

## Odkrycie
Obiekt był wcześniej obserwowany przez teleskop kosmiczny Chandra, ale jego prawdziwa natura została odkryta przez satelitę NuSTAR w 2014. Astronomowie planowali obserwację supernowej SN 2014J i przypadkowo odkryto wówczas źródło rentgenowskie położone w jej pobliżu.

## Charakterystyka
M82 X-2 to układ podwójny składający się z pulsara o masie około 1,4 masy Słońca i gwiazdy ciągu głównego o masie przynajmniej pięciu mas Słońca. Okres obrotu pulsara wynosi 1,37 sekundy, obydwa ciała niebieskie okrążają się nawzajem co dwa i pół dnia.
Jest to pierwsze odkryte ULX, które napędzane jest pulsarem. Jasność obiektu wynosząca ponad dziesięć milionów razy więcej niż jasność Słońca stoi w sprzeczności z tzw. jasnością Eddingtona, która opisuje maksymalną teoretyczną jasność każdego obiektu niebieskiego biorąc pod uwagę jego masę.